# 파이터 페스트 (2019년)

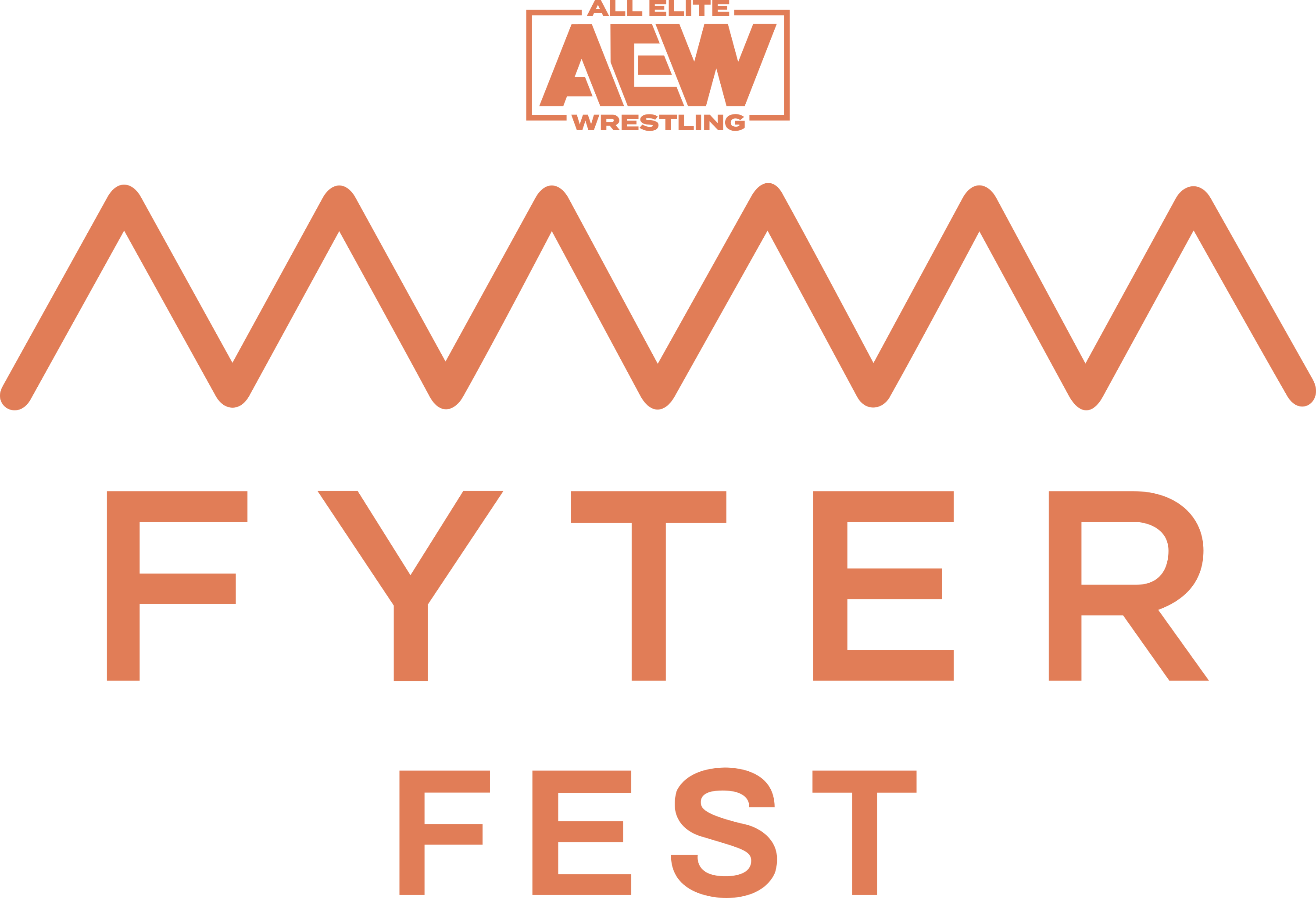

2019 파이터 페스트(2019 Fyter Fest)는 올 엘리트 레슬링(AEW)이 CEO(Community Effort Orlando)와 공동 후원하여 열린 첫 번째 파이터 페스트 프로 레슬링 이벤트였다. 특별 이벤트는 2019년 6월 29일 토요일 플로리다 주 데이토나 비치의 오션 센터에서 그 해의 CEO 격투 게임 이벤트와 함께 열렸다. 행사의 이름, 슬로건, 로고는 사기성 파이어 페스티벌을 패러디했다. 이번 행사는 북미 지역 B/R 라이브 스트리밍 서비스를 통해 무료로 중계됐고, 전 세계적으로는 유료 시청 방식으로 시청됐다. 이는 신일본 프로레슬링(NJPW)과 공동 후원한 전년도 'CEOxNJPW: When Worlds Collide'에 이어 오션센터에서 열리는 두 번째 CEO 프로레슬링 대회다.
바이인 프리쇼(Buy In pre-show)의 3경기를 포함해 총 9경기로 구성되었다.